# Rally de Argentina
El Rally de Argentina es la principal carrera de rally disputada en Argentina. Es parte del Campeonato Mundial de Rally desde su edición inaugural en 1980, salvo en 1982 cuando no se disputó, y en 2010 cuando fue puntuable para el Desafío Intercontinental de Rally. También ha sido fecha válida para el Campeonato Mundial de Rally de Automóviles de Producción desde sus inicios en 1987, con 1995 y 2010 como únicas excepciones. Es un evento que se disputa enteramente sobre tierra. Actualmente la carrera tiene como centro la ciudad Villa Carlos Paz, en Córdoba. Tiene como características distintivas los vados, los saltos y los caminos antiguos que se transitan en las Sierras Grandes.

## Historia
El precedente del nacimiento del Rally de Argentina se encuentra en dos eventos organizados por el Automóvil Club Argentino que fueron fiscalizados por la Federación Internacional del Automóvil (FIA): la Vuelta a la América del Sud en 1978 y el Rally Codasur en 1979. Los resultados obtenidos impulsaron el nacimiento del Rally de Argentina en 1980, realizado en las provincias de Tucumán y Catamarca, ascendiendo la famosa Cuesta del Portezuelo en tierras catamarqueñas. El ganador fue el alemán Walter Röhrl a bordo de un Fiat 131 Abarth. Hannu Mikkola y Carlos Reutemann completaron el podio.
En 1981 se repitió la carrera en Tucumán, pero en 1982 no se llevó a cabo y en 1983 se cambió la sede a San Carlos de Bariloche. El rally tuvo un nuevo traslado en 1984 y se organizó en la provincia de Córdoba, la cual ha sido, desde entonces, la sede del Rally, con la excepción de 1992, cuando se corrió una vez más en Tucumán.
Durante la última temporada del Grupo B, en 1986, Massimo Biasion fue el ganador del Rally Argentina, en una cerrada competición que se definió por solo 24 segundos de diferencia con el segundo lugar de la carrera, Markku Alen; ambos condujeron Lancia Delta S4. El podio lo completó Stig Blomqvist, a bordo de un Peugeot 205 T16.
En 1988 luego de subir tres veces al podio y estar cerca de la victoria en reiteradas ocasiones, Jorge Raúl Recalde ganó el Rally. Con ese triunfo, el cordobés se convirtió en el primer y único piloto argentino en ganar una competencia del Campeonato Mundial. Recalde protagonizó la carrera compitiendo contra Massimo Biasión, quien terminó en segundo lugar, en tanto que la tercera posición fue para Franz Wittman; todos ellos compitieron con automóviles Lancia Delta Integrale.

### Década 1990
En la vuelta a Tucumán en 1992, la organización no estuvo preparada para recibir nuevamente el evento y ocurrieron algunos sucesos que incidieron en su desarrollo. El recorrido se definió sobre la marcha y el desorden general obligó a la cancelación de varios tramos, lo que provocó la indignación del público. Varios autos fueron apedreados y Didier Auriol fue uno de lo más perjudicados, cuando una brasa encendida entró por la toma de aire de su Lancia y le quemó la butaca. Al final, el francés se quedó con la victoria, seguido por el español Carlos Sainz y el uruguayo Gustavo Trelles.
En 1994, Auriol fue el ganador de la competencial y relegó por apenas 6 segundos a su compañero Carlos Sainz y Ari Vatanen quedó tercero pero mucho más lejos. El Grupo N4 fue ganado por el local Jorge Recalde. La carrera estuvo tan bien organizada que le valió el obtener al ACA la Copa distintiva de la mejor organización de la temporada, entregada por la Asociación de Constructores de Rally (WRTA)
Tres años más tarde, entra en vigencia la nueva reglamentación denominada World Rally Car, que sobre la base de vehículos de serie, permitió renovar toda la categoría. Tommi Mäkinen con el flamante Mitsubishi Lancer WRC se abrió camino por los intrincados caminos de Traslasierra y consiguió importantes diferencias que luego fueron indescontables para el resto. Gustavo Trelles se impuso en el Grupo de producción, en tanto que Harry Rovampera se consagró en la F2.
En el último rally del milenio, 1999, la prueba súper especial llegó a una cifra récord de 100.000 espectadores distribuidos en el Parque General San Martín y casi un millón de personas en todo el recorrido. Carlos Sainz (Toyota Corolla) dominó el súper especial pero a la hora de correr en la montaña el Subaru  de Juha Kankkunen y Richard Burns calzados con gomas Pirelli, no le dieron cuartel a sus rivales. El finés se hizo fuerte en los caminos de Calamuchita y sacó a relucir toda su capacidad para ganar la carrera por una diferencia de tan solo 2s4/10 sobre su compañero de equipo Richard Burns. Esa diferencia hasta ese momento fue la más cerrada en la historia de la categoría. Auriol fue tercero con el Toyota.

### Década 2000
En el festejo de los 20 años del Rally Argentina, Richard Burns salió con todo hacia la victoria, ya que el año anterior había perdido por una pequeña diferencia. Una llovizna que luego se transformó en lluvia hizo que el piloto inglés no pudiera mantener la punta de la competencia que había obtenido en el Pro Racing. En el inicio de la segunda etapa, Sainz y McRae, ambos con Ford Focus WRC, estaban a la cabeza del rally. El español peleó la punta con Marcus Grönholm y el Peugeot 206 WRC pero el barro hizo que en un frenaje siguiera de largo, pegara contra una protección y abandonara. Burns comenzó a remontar diferencias y así llega a definir diferencias en la etapa final en Traslasierra. Entre la niebla y la lluvia, le dieron un marco más favorable al escocés que al finés y termina quedándose con la victoria por más de un minuto sobre el hombre de la casa del león. El tercer escalón se dirimió entre Makinen y Kankkunen.
En el año 2002 fue una fecha muy problemática ya que por un lado la situación socioeconómica del país no era nada buena y por otro lado se suspendió el tramo de Capilla del Monte-San Marcos Sierra debido a la gran cantidad de gente que se ubicó en ese prime. Luego un problema en el Peugeot de Gronholm motivó asistencia de los mecánicos pero estos no respetaron la distancia mínima reglamentaria de 1000 metros para la asistencia de los vehículos en competencia y fue descalificado. Tommi Mäkinen peleaba por la punta pero su Subaru mordió la parte interna de la curva y salió disparado hacia afuera dando varios vuelcos y pasando por encima de un fotógrafo que milagrosamente salió ileso ya que el auto lo pasa por encima sin tocarlo. Entonces Burns, Sainz y  Petter Solberg aparecieron para completar el podio pero al momento de la revisión técnica, el volante del piloto británico tenía 20 gramos menos de lo reglamentario y fue descalificado, dejándole la victoria servida la español.

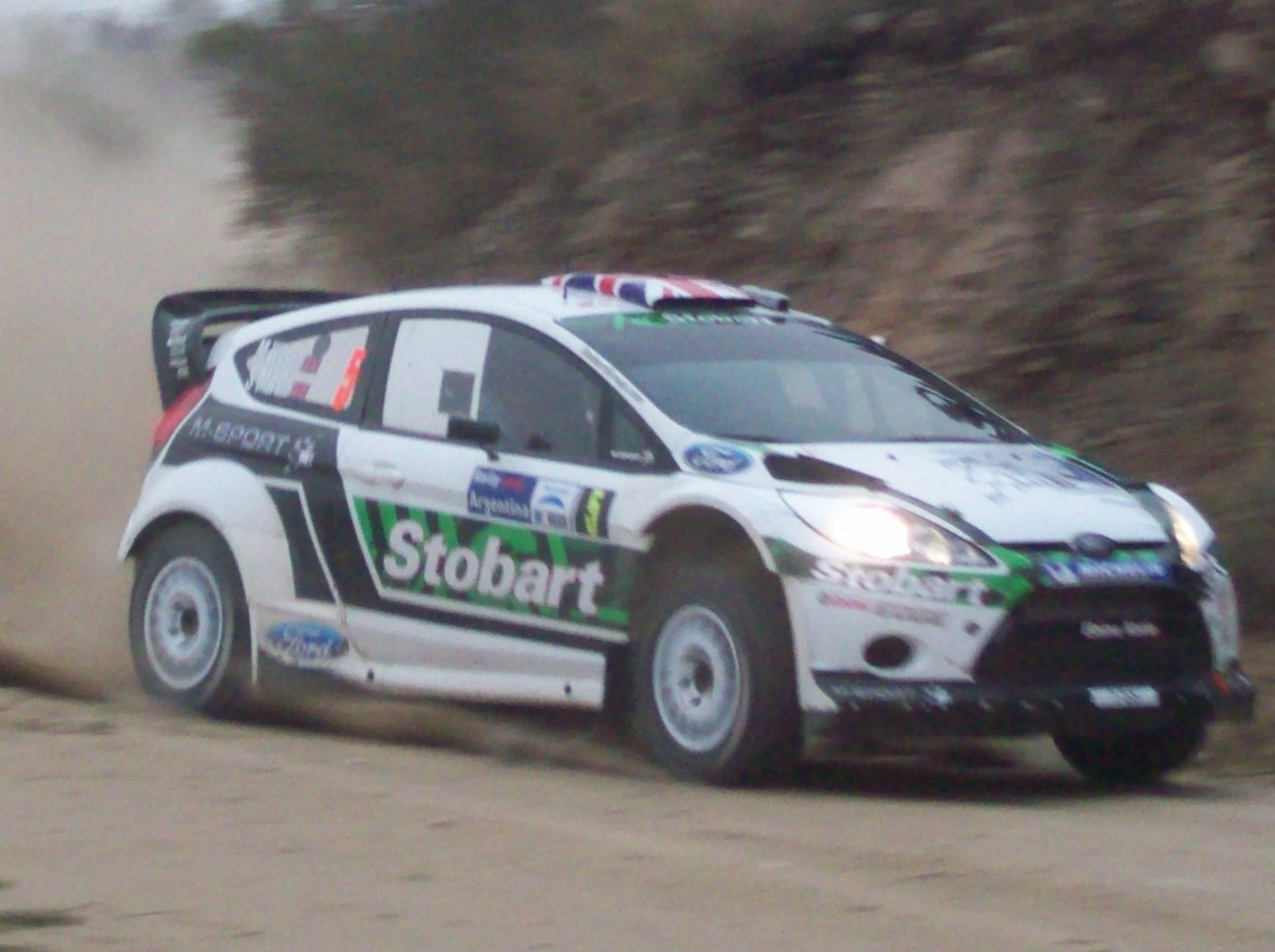
Matthew Wilson (piloto) en 2011

La carrera del año 2006 tuvo un comienzo inédito para este rally ya que las etapas super especiales se disputaron en el estadio Chateau Carreras, en Córdoba capital. Esta etapa tuvo 43.000 espectadores donde el francés Sébastien Loeb obtuvo la victoria igual que en 2004 y 2005. El francés gana por 43 segundos sobre Petter Solberg y el podio fue completado por un espectacular Gigi Galli con un Peugeot 307 privado.
La edición 27.ª del Rally de Argentina tuvo un evento inédito hasta el momento que fue llevar el espectáculo a la capital del país, Buenos Aires, al estadio de River Plate. Un gran operativo de logística se montó para trasladar en camiones a los autos y en avión a los pilotos. El súper especial se desarrolló con normalidad pero cuando se debió emprender la vuelta a hacia Córdoba una tormenta eléctrica impidió a los aviones despegar del aeroparque por lo que retrasó hasta el día siguiente la llegada de los pilotos a Villa Carlos Paz y por consiguiente la suspensión masiva de todos los especiales del día viernes; solamente se corrió el súper especial en el Chateau Carreras ese día. Para completar los kilómetros reglamentarios que establece la FIA para que la carrera sea puntuable para el campeonato del mundo, se agregó una pasada más al especial Mina Clavero-Giulio Césare el día domingo. El rally fue ganado por Sébastien Loeb seguido de Gronholm y Mikko Hirvonen. Solberg abandonó por problemas en su Subaru.

### Los Tres Valles
Desde el año 2000, la etapa uno se corre mayoritariamente en el Valle de Punilla, ubicado al norte de Villa Carlos Paz; la etapa dos en el Valle de Calamuchita, al sur; y la última etapa en el Valle de Traslasierra, al oeste. Tiene como características distintivas los vados y los caminos antiguos que se transitan en las Sierras Grandes de Córdoba.
- El Valle de Punilla tiene tramos rápidos, algunos saltos y trayectos especiales como La Cumbre - Agua de Oro o San Marcos Sierra - Cuchi Corral. La región tiene una altitud promedio de 1.200 m s. n. m. y está rodeado por las "Sierras Chicas". Es una zona bastante árida.

- El Valle de Calamuchita es el más concurrido por los aficionados, específicamente en la etapa de Santa Rosa de Calamuchita, donde se encuentra un vado, el cual ofrece un paso atractivo de los automóviles.

- El Valle de Traslasierra ofrece como mayor atractivo el paso de los automóviles por los puentes viejos de la zona. Grandes cantidades de personas acuden todos los años a los especiales El Cóndor - Copina y Mina Clavero - Giulio Césare.

En general, la región de los tres valles reúne a varios cientos de miles de espectadores cada año.

## Pruebas Súper Especiales

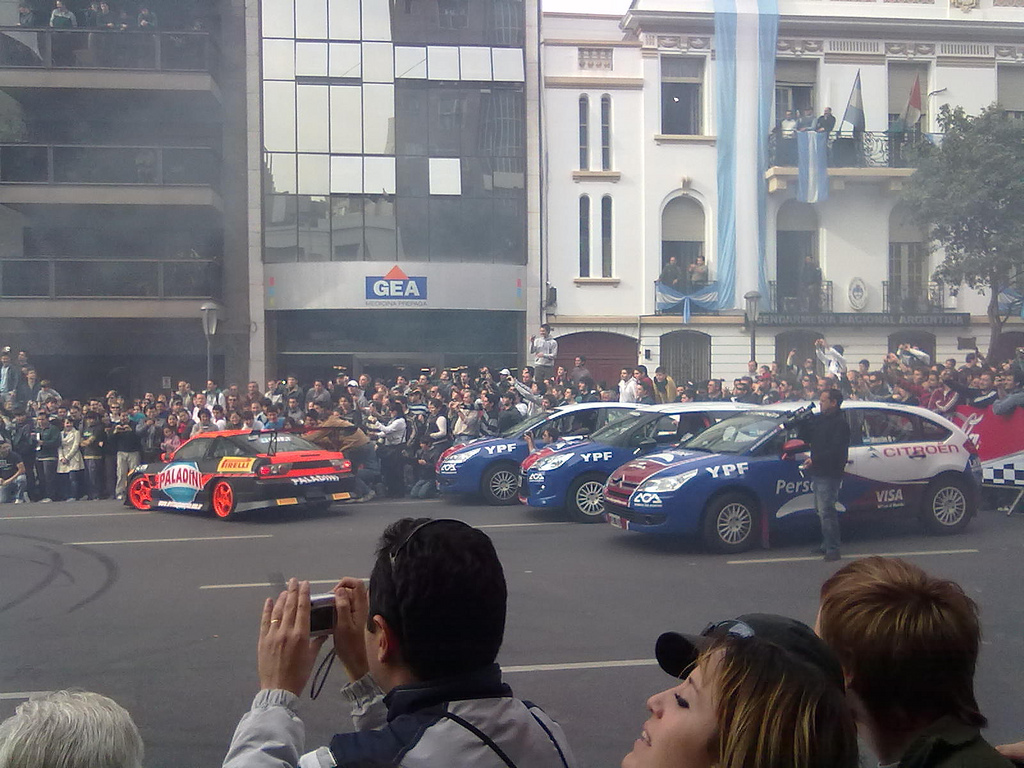
Corredores de drift haciendo una exhibición en la ciudad de Córdoba.

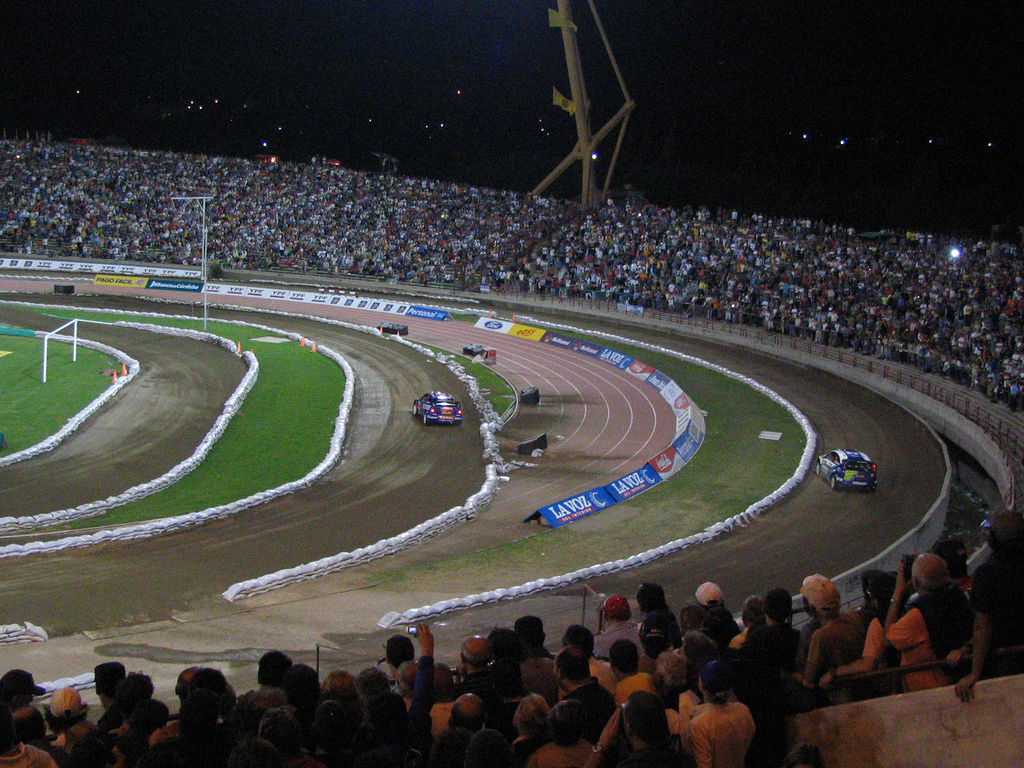
Marcus Grönholm y Sébastien Loeb compitiendo en 2006 en el súper especial de Córdoba.

Las pruebas Super Especiales han sido efectuadas en la montaña; en el circuito Colonia Caroya,  en el Complejo Pro Racing, ubicado en las afueras de la ciudad de Villa Carlos Paz, en el Camping General San Martín ubicado detrás del Complejo Feriar, en el Hipódromo local de Tucumán,  en el estadio de River Plate y en el Hipódromo de Palermo, en Buenos Aires.
Entre los años 1997 y 1999 la prueba Súper Especial se disputó en el Camping General San Martín. En el año 1998, el dibujo del trazado permitió ver girar a tres autos a la vez y en el año 1999 marcó una cifra récord de espectadores con 100.000 personas que asistieron al evento.
Entre los años 2000 a 2005, la prueba se disputó en el Complejo Pro Racig; un terreno ubicado en las afueras de Villa Carlos Paz, camino a Córdoba capital. El circuito tenía todas las características de un tramo de montaña y permitía ver dos autos en simultáneo cruzando por un puente réplica de los ubicados en el especial El Cóndor-Copina. En el año 2005 se vio una de las mayores cantidades de espectadores en el lugar con 43.000 espectadores.
El año 2006 tuvo un marco diferente para estas pruebas, ya que se trasladaron de los trazados en la sierra a estadios de fútbol.
Así, la prueba se efectuó en la ciudad de Córdoba, en el Estadio Chateau Carreras, donde se diseñó una pista que buscaba alcanzar las condiciones y dificultades de los especiales de montaña.
En 2007 se propuso el traslado de la prueba a la ciudad de Buenos Aires, capital del país. En el Estadio de River Plate se construyó una pista idéntica a la del estadio Chateau Carreras.
La etapa en Buenos Aires marcó el inicio del Rally, sin embargo, por la distancia y las condiciones climáticas, se complicó el traslado de los pilotos y sus equipos a Córdoba, por lo que casi fue cancelada una etapa completa.
En 2008 se vio un súper especial totalmente distinto ya que el trazado se realizó en el predio contiguo al Chateau Carreras donde los días viernes y sábado se utilizó un sistema de un coche por pasada y el día domingo se vieron dos coches por vez con el sistema de persecución. La capacidad en este caso es de 25.000 personas por día. En este super especial hubo un vado y un salto simple, también muchas curvas cerradas. En esos días se pueden ver practicar a los autos 0, 00 y 000 con los Citroën C4 por el camino del super especial, como en todos los tramos

## Características de las Especiales
- Villa García-Cabalango (shakedown)

Arranca con piso duro y luego se convierte en un sector arenoso. El tramo es veloz, sobre un camino angosto y se transita siempre en descenso hacia Cabalango. Hay algunos vados en el tramo.
- Capilla del Monte-San Marcos Sierra

El camino es permanentemente en ascenso y con sectores muy trabados, para luego iniciar un abrupto descenso hacia San Marcos Sierra. Es un muy popular por los fanáticos.
- San Marcos Sierra-Cuchi Corral

Este sector es muy rápido en las primeras tres cuartas partes del recorrido, atravesando numerosos vados de poco caudal y tranqueras, para concluir en un trazado veloz. El piso es bueno, arenoso y con poca piedra. El segmento termina después de cruzar el río Pinto y el control final está en la pista de aterrizaje de ala deltas y parapentes.
- San Marcos-Charbonier Al final del tramo donde se encuentran los mejores lugares, más excitantes para los espectadores. Se caracteriza por ser un tramo trabado, que inicia con una pendiente en subida y sobre el final se convierte en un tramo veloz.

- Villa Giardino-La Falda

Este segmento de velocidad es trabado en su mayor parte, y en distintos niveles; presenta como particularidadel cruce de varios vados con distinto caudal de agua, pero muy espectaculares. El más caudaloso está ubicado a 5 km de la partida.
- Valle Hermoso-Casa Grande

Es un tramo trabado en si y posee varios retomes agudos; así también existen cruces de agua, pero de ríos poco caudalosos. Lo más atrayente quizás es el descenso de una pendiente muy pronunciada ubicada en la parte media de la prueba especial. Se recomienda la zona del tanque, ya que es un lugar alto y con buenas visuales.
- La Cumbre-Agua de Oro

Este parcial es rápido al comienzo y al final, en tanto que su parte media es muy trabada, presentando innumerables retomes, curvas, contra curvas y se atraviesan distintos guardaganados.
- Ascochinga-La Cumbre

Es un parcial muy técnico y especial. Se disputa en ascenso durante los ocho primeros km, se hace trabado en su zona media y finaliza en forma veloz.
- Santa Rosa de Calamuchita-San Agustín

Es un parcial veloz en su inicio y en el final. Es famoso por el vado que se atraviesa cerca de la partida. Se circula por un piso en buenas condiciones que permite disfrutar del manejo de los pilotos. Se circula mayormente a velocidades altas.
- Las Bajadas-Villa del Dique

Es un sector sinuoso pero veloz y a lo largo de su extensión cruza varios vados profundos con distinto caudal de agua y otros secos. El piso por el que se transita es muy firme y en algunos casos arenoso. Posee uno de los saltos más famosos y concurridos del rally.
- Amboy-Santa Mónica

Se disputa sobre piso blando y con mucho polvo en suspensión. El sector es rápido al comienzo, se traba y se hace más lento en su parte media, para transformarse en rápido nuevamente al final.
- El Cóndor-Copina

Es otro clásico del Rally Mundial, que permite ver en acción a los autos de competición desde lo alto de las piedras. En su recorrido transita por pintorescos puentes colgantes de más de 70 años y es rápido en toda su extensión. Actualmente este tramo se corre en ascenso, contrario a años anteriores
- Mina Clavero-Giulio Césare

El segmento es muy trabado y en permanente ascenso utilizando un serpenteante camino muy trabado. El piso es firme, aunque se pueden desprender piedras con el paso de los autos. Una de las mejores ubicaciones es el puente del cura ubicado a 2000 m s. n. m.

## Palmarés
| Año  | Edición                                                                     | Piloto                                                                      | Copiloto                                                                    | Automóvil                                                                   | Ubicación                                                                   | Series                                                                      |
| ---- | --------------------------------------------------------------------------- | --------------------------------------------------------------------------- | --------------------------------------------------------------------------- | --------------------------------------------------------------------------- | --------------------------------------------------------------------------- | --------------------------------------------------------------------------- |
| 1980 | Rally Codasur Ultra Móvil YPF                                               | Walter Röhrl                                                                | Christian Geistdörfer                                                       | Fiat 131 Abarth                                                             | Tucumán                                                                     | WRC                                                                         |
| 1981 | Rally Codasur                                                               | Guy Frequelin                                                               | Jean Todt                                                                   | Talbot Sumbeam Lotus                                                        | Tucumán                                                                     | WRC                                                                         |
| 1982 | No se realizó por la Guerra de las Islas Malvinas e Islas del Atlántico Sur | No se realizó por la Guerra de las Islas Malvinas e Islas del Atlántico Sur | No se realizó por la Guerra de las Islas Malvinas e Islas del Atlántico Sur | No se realizó por la Guerra de las Islas Malvinas e Islas del Atlántico Sur | No se realizó por la Guerra de las Islas Malvinas e Islas del Atlántico Sur | No se realizó por la Guerra de las Islas Malvinas e Islas del Atlántico Sur |
| 1983 | 3.er Marlboro Rally Argentina San Carlos de Bariloche                       | Hannu Mikkola                                                               | Arne Hertz                                                                  | Audi Quattro                                                                | Bariloche                                                                   | WRC                                                                         |
| 1984 | 4º Marlboro Rally of Argentina YPF Córdoba                                  | Stig Blomqvist                                                              | Björn Cederberg                                                             | Audi Quattro                                                                | Córdoba                                                                     | WRC                                                                         |
| 1985 | 5º Rally of Argentina                                                       | Timo Salonen                                                                | Seppo Harjanne                                                              | Peugeot 205 Turbo 16                                                        | Córdoba                                                                     | WRC                                                                         |
| 1986 | 6º Marlboro Rally of Argentina                                              | Miki Biasion                                                                | Tiziano Siverio                                                             | Lancia Delta S4                                                             | Córdoba                                                                     | WRC                                                                         |
| 1987 | 7º Marlboro Rally of Argentina                                              | Miki Biasion                                                                | Tiziano Siverio                                                             | Lancia Delta HF 4WD                                                         | Córdoba                                                                     | WRC                                                                         |
| 1988 | 8º Marlboro Rally of Argentina                                              | Jorge Raúl Recalde                                                          | Jorge del Buono                                                             | Lancia Delta Integrale                                                      | Córdoba                                                                     | WRC                                                                         |
| 1989 | 9º Rally Argentina                                                          | Mikael Ericsson                                                             | Claes Billstam                                                              | Lancia Delta Integrale                                                      | Córdoba                                                                     | WRC                                                                         |
| 1990 | 10º Rally Argentina                                                         | Miki Biasion                                                                | Tiziano Siverio                                                             | Lancia Delta Integrale                                                      | Córdoba                                                                     | WRC                                                                         |
| 1991 | 11º Rally YPF Argentina                                                     | Carlos Sainz                                                                | Luis Moya                                                                   | Toyota Celica                                                               | Córdoba                                                                     | WRC                                                                         |
| 1992 | 12º Rally YPF Argentina                                                     | Didier Auriol                                                               | Bernard Occeli                                                              | Lancia Delta HF Int.                                                        | Tucumán/Catamarca                                                           | WRC                                                                         |
| 1993 | 13.er Rally YPF Argentina                                                   | Juha Kankkunen                                                              | Nicky Grist                                                                 | Toyota Celica GT-4                                                          | Córdoba                                                                     | WRC                                                                         |
| 1994 | 14º Rally Argentina                                                         | Didier Auriol                                                               | Bernard Occeli                                                              | Toyota Celica GT4                                                           | Córdoba                                                                     | WRC                                                                         |
| 1995 | 15º Rally Argentina                                                         | Jorge Raúl Recalde                                                          | Martin Christie                                                             | Lancia Delta HF Int.                                                        | Córdoba                                                                     | C2L                                                                         |
| 1996 | 16º Rally Argentina                                                         | Tommi Mäkinen                                                               | Seppo Harjanne                                                              | Mitsubishi Lancer Evo III                                                   | Córdoba                                                                     | WRC                                                                         |
| 1997 | 17º Rally Argentina                                                         | Tommi Mäkinen                                                               | Seppo Harjanne                                                              | Mitsubishi Lancer Evo IV                                                    | Córdoba                                                                     | WRC                                                                         |
| 1998 | 18º Rally Argentina                                                         | Tommi Mäkinen                                                               | Risto Mannisenmäki                                                          | Mitsubishi Lancer Evo V                                                     | Córdoba                                                                     | WRC                                                                         |
| 1999 | 19º Rally Argentina                                                         | Juha Kankkunen                                                              | Juha Repo                                                                   | Subaru Impreza WRC                                                          | Córdoba                                                                     | WRC                                                                         |
| 2000 | 20º Rally Argentina                                                         | Richard Burns                                                               | Robert Reid                                                                 | Subaru Impreza WRC                                                          | Córdoba                                                                     | WRC                                                                         |
| 2001 | 21º Rally Argentina                                                         | Colin McRae                                                                 | Nicky Grist                                                                 | Ford Focus WRC                                                              | Córdoba                                                                     | WRC                                                                         |
| 2002 | 22º Rally Argentina                                                         | Carlos Sainz                                                                | Luis Moya                                                                   | Ford Focus WRC                                                              | Córdoba                                                                     | WRC                                                                         |
| 2003 | 23.er YPF Rally Argentina                                                   | Marcus Grönholm                                                             | Timo Rautiainen                                                             | Peugeot 206 WRC                                                             | Córdoba                                                                     | WRC                                                                         |
| 2004 | 24º CTI Móvil Rally Argentina                                               | Carlos Sainz                                                                | Marc Martí                                                                  | Citroën Xsara WRC                                                           | Córdoba                                                                     | WRC                                                                         |
| 2005 | 25º Rally Argentina                                                         | Sebastien Loeb                                                              | Daniel Elena                                                                | Citroën Xsara WRC                                                           | Córdoba                                                                     | WRC                                                                         |
| 2006 | 26º Rally Argentina                                                         | Sebastien Loeb                                                              | Daniel Elena                                                                | Citroën Xsara WRC                                                           | Córdoba                                                                     | WRC                                                                         |
| 2007 | 27º Rally Argentina                                                         | Sebastien Loeb                                                              | Daniel Elena                                                                | Citroën C4 WRC                                                              | Córdoba                                                                     | WRC                                                                         |
| 2008 | 28º Rally Argentina                                                         | Sebastien Loeb                                                              | Daniel Elena                                                                | Citroën C4 WRC                                                              | Córdoba                                                                     | WRC                                                                         |
| 2009 | 29º Rally Argentina                                                         | Sebastien Loeb                                                              | Daniel Elena                                                                | Citroën C4 WRC                                                              | Córdoba                                                                     | WRC                                                                         |
| 2010 | 30.º Rally Argentina                                                        | Juho Hänninen                                                               | Mikko Markkula                                                              | Škoda Fabia S2000                                                           | Córdoba                                                                     | IRC                                                                         |
| 2011 | 31.er Rally Argentina                                                       | Sebastien Loeb                                                              | Daniel Elena                                                                | Citroën DS3 WRC                                                             | Córdoba                                                                     | WRC                                                                         |
| 2012 | 32.º Rally Argentina                                                        | Sebastien Loeb                                                              | Daniel Elena                                                                | Citroën DS3 WRC                                                             | Córdoba                                                                     | WRC                                                                         |
| 2013 | 33.er Rally Argentina                                                       | Sebastien Loeb                                                              | Daniel Elena                                                                | Citroën DS3 WRC                                                             | Córdoba                                                                     | WRC                                                                         |
| 2014 | 34º XION Rally Argentina 2014                                               | Jari-Matti Latvala                                                          | Miikka Anttila                                                              | Volkswagen Polo R WRC                                                       | Córdoba                                                                     | WRC                                                                         |
| 2015 | 35º XION Rally Argentina 2015                                               | Kris Meeke                                                                  | Paul Nagle                                                                  | Citroën DS3 WRC                                                             | Córdoba                                                                     | WRC                                                                         |
| 2016 | 36º YPF Rally Argentina 2016                                                | Hayden Paddon                                                               | John Kennard                                                                | Hyundai i20 WRC                                                             | Córdoba                                                                     | WRC                                                                         |
| 2017 | 37.º YPF Rally Argentina 2017                                               | Thierry Neuville                                                            | Nicolas Gilsoul                                                             | Hyundai i20 Coupe WRC                                                       | Córdoba                                                                     | WRC                                                                         |
| 2018 | 38.º YPF Rally Argentina 2018                                               | Ott Tänak                                                                   | Martin Järveoja                                                             | Toyota Yaris WRC                                                            | Córdoba                                                                     | WRC                                                                         |
| 2019 | 39.º XION Rally Argentina 2019                                              | Thierry Neuville                                                            | Nicolas Gilsoul                                                             | Hyundai i20 Coupe WRC                                                       | Córdoba                                                                     | WRC                                                                         |
| 2020 | Edición cancelada                                                           | Edición cancelada                                                           | Edición cancelada                                                           | Edición cancelada                                                           | Córdoba                                                                     | WRC                                                                         |
| 2021 | 40.º Rally Argentina 2021                                                   | Edición pospuesta                                                           | Edición pospuesta                                                           | Edición pospuesta                                                           | Córdoba                                                                     | CODASUR                                                                     |
| 2022 | 41.er SpeedAgro Rally Argentina 2022                                        | Marcos Ligato                                                               | Ruben Garcia                                                                | Citroën C3 Rally2                                                           | Córdoba                                                                     | CODASUR                                                                     |
| 2023 | 42.º Rally Argentina 2023                                                   | Alejandro Cancio                                                            | Diego Cagnotti                                                              | Škoda Fabia R5                                                              | Córdoba                                                                     | CODASUR                                                                     |

### Ganadores
| # | Piloto             | Victorias | Años                                           |
| - | ------------------ | --------- | ---------------------------------------------- |
| 1 | Sebastien Loeb     | 8         | 2005, 2006, 2007, 2008, 2009, 2011, 2012, 2013 |
| 2 | Miki Biasion       | 3         | 1986, 1987, 1990                               |
| 2 | Tommi Mäkinen      | 3         | 1996, 1997, 1998                               |
| 2 | Carlos Sainz       | 3         | 1991, 2002, 2004                               |
| 5 | Didier Auriol      | 2         | 1992, 1994                                     |
| 5 | Jorge Raúl Recalde | 2         | 1988, 1995                                     |
| 5 | Juha Kankkunen     | 2         | 1993, 1999                                     |
| 5 | Thierry Neuville   | 2         | 2017, 2019                                     |

## Día Nacional del Rally Argentino

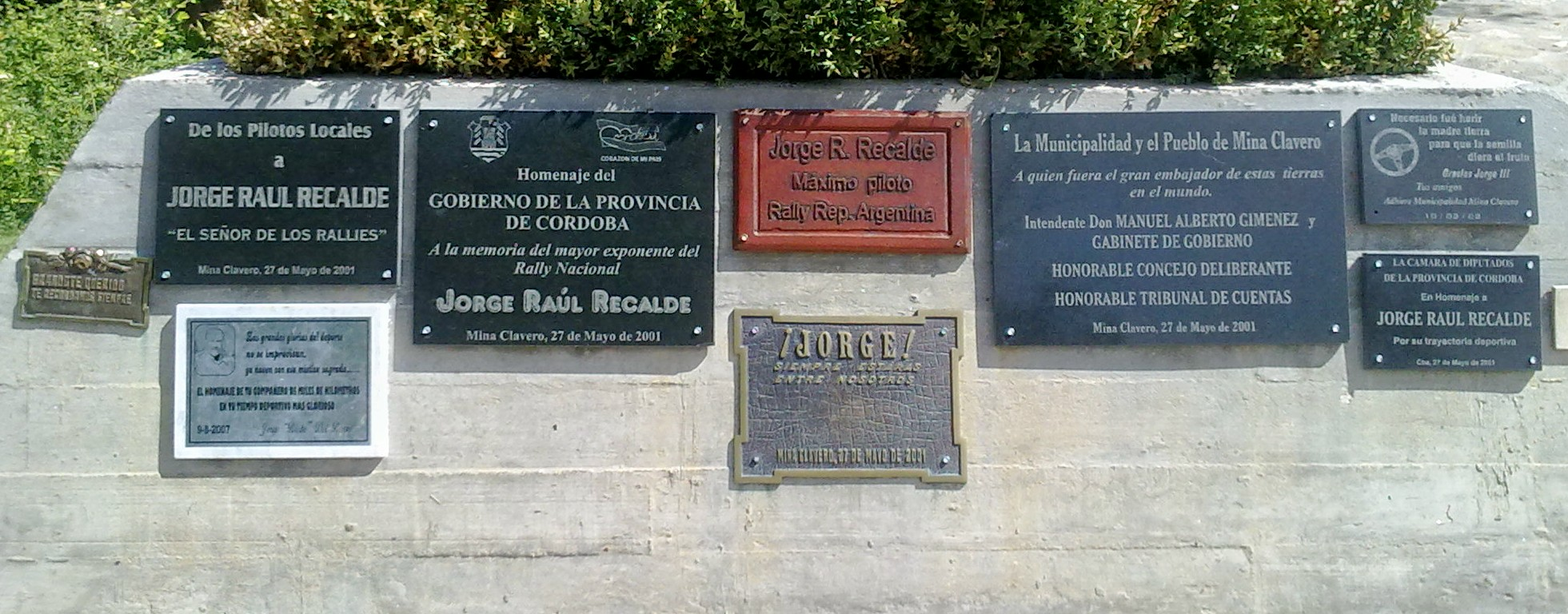
Placas homenaje a Jorge Recalde, frente a la que fue su casa, en Mina Clavero

Por ley nacional 26.030 sancionada por el Congreso Nacional Argentino el 4 de mayo de 2005, se declaró Capital Nacional del Rally a la ciudad de Mina Clavero (donde nació y vivió Jorge Recalde), y se instituyó el 10 de marzo (fecha de su muerte) como el Día Nacional del Rally Argentino.

## Estadísticas
- Piloto más ganador: Sébastien Loeb es el único piloto que ha logrado ocho victorias en este rally.

- Marca más ganadora: la marca más ganadora es Citroën, con 10 victorias.

- Mejor argentino: el único argentino en ganar su rally fue Jorge Recalde en 1988 y 1995 (edición válida por la F2).

- Ganadores: hubo 16 ganadores distintos en las 38 ediciones del Rally Argentina.[9]